# Tagaz Vega
Tagaz Vega - російський легковий автомобіль С Класу , випускався Таганрозьким автомобільним заводом з 2009 по 2010 роки. 
Вперше модель була представлена в квітні 2009 року на виставці «Автоформула», що проходить в Ростові-на-Дону. Перший примірник зібрано 30 квітня 2009 . Масове виробництво автомобілів почалося влітку 2009 року.  Автомобіль реалізується через мережу офіційних дилерів ТАГАЗ-а. За 2009 рік було реалізовано 1037 машин. 
За заявами виробника, машина розроблена корейським підрозділом «ТАГАЗ-Корея». «ТАГАЗ-Корея» поставляє двигун, підвіску, двері і елементи кузова. Остаточне складання здійснюється в Таганрозі. Ступінь локалізації автомобіля в наш час[коли?] становить до 15%. 

## Комплектації

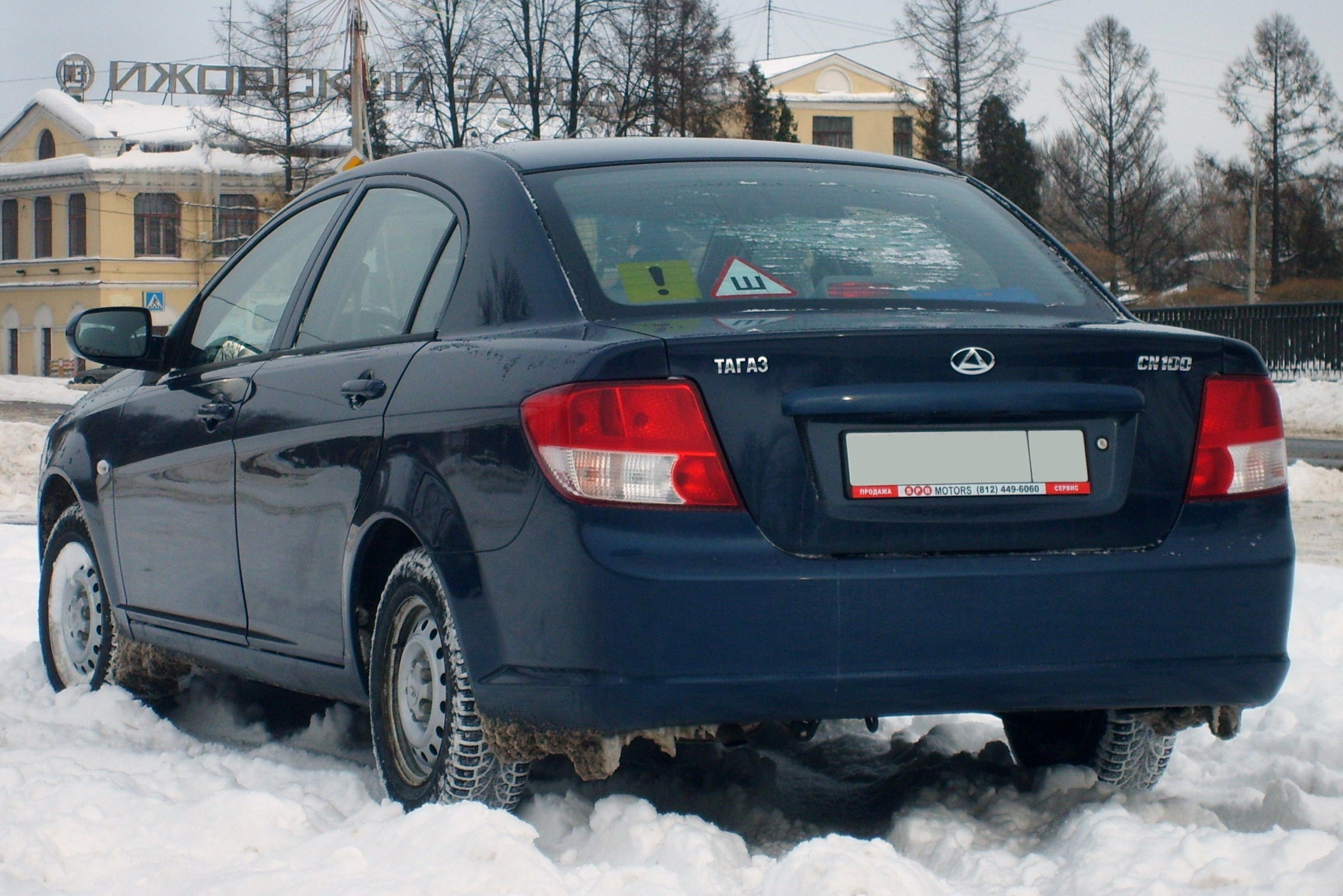
Tagaz Vega ззаду

В даний час автомобіль доступний в кузові «седан» з мотором об'ємом 1,6 л., що володіє, за даними виробника, досить високими характеристиками для цього класу (124 к.с., 173 Нм). Двигун агрегується з п'ятиступінчастою механічною трансмісією. Пропонуються п'ять комплектацій: ПРОМО, МТ0, МТ1, МТ2 і МТ5. 
У найближчій перспективі планується виведення на ринок варіантів з автоматичною трансмісією чотириступінчастою - комплектації АТ3, АТ4 і АТ6. Навіть у максимальній комплектації рекомендована вартість автомобіля не буде перевищувати півмільйона рублів. 
Крім того, на додаток до базового силового агрегату заплановано ще два варіанти двигуна з робочим об'ємом 1,4 і 1,8 літрів. 
Знаходяться у фінальній стадії розробки варіанта з кузовом «хетчбек» і рестайлінг передньої частини.

## Позов GM Daewoo
Корейська компанія GM Daewoo ініціювала судовий розгляд відносно TagAZ Korea - підрозділу «ТАГАЗ». GM Daewoo звинуватила TagAZ Korea в порушенні прав на інтелектуальну власність та у використанні інформації, що представляє комерційну таємницю. Також GM Daewoo зажадала заборонити випускати і продавати автомобілі, розроблені, на її думку, з використанням вкраденої документації. На думку представників GM Daewoo, викрадені дані моделі Chevrolet Lacetti були використані при проектуванні автомобіля Vega. 
Незабаром після цього у вітчизняних ЗМІ з'явилася інформація про накладення корейським судом заборони на виробництво моделі та її зняття з виробництва.   Однак, за цим послідувало офіційне спростування з боку прес-служби Таганрозької автозаводу. 
За заявами заводський прес-служби, в цей час ТАГАЗ не має офіційних заборон на виробництво і реалізацію моделі Vega і не отримував повідомлень, позовів і будь-якого роду претензій з судових інстанцій, а рішення, прийняте судом Сеула відносно TagAZ Korea, носить тимчасовий характер і покликане захистити інтереси GM Daewoo від можливих збитків до моменту завершення розгляду у справі, але ніяк не підтверджує доведеності його претензій. 
Тим не менш, машинокомплекти для «Веги» виробляються в Кореї, а в Росії здійснюється лише зварювання кузовів і фінальна збірка, таким чином продовження виробництва автомобіля у зв'язку з даним інцидентом все ж ставиться під сумнів. За повідомленнями з тих же джерел, навряд чи можна сподіватися на вирішення проблеми до наступного року. 
На форумі Клубу власників Tagaz C100 Vega офіційний представник ТагАЗа заявив, що на первинному слуханні претензії GM Daewoo були відхилені корейським арбітражним судом за недоведеністю, а подальший розгляд у справі було перенесено. 
23 лютого 2011 року рішенням суду Сеула ТагАЗ було оштрафовано на 10 млн південнокорейських вон (~$8,896 на 2011 рік) за незаконне використання технологій GM.

## Галерея

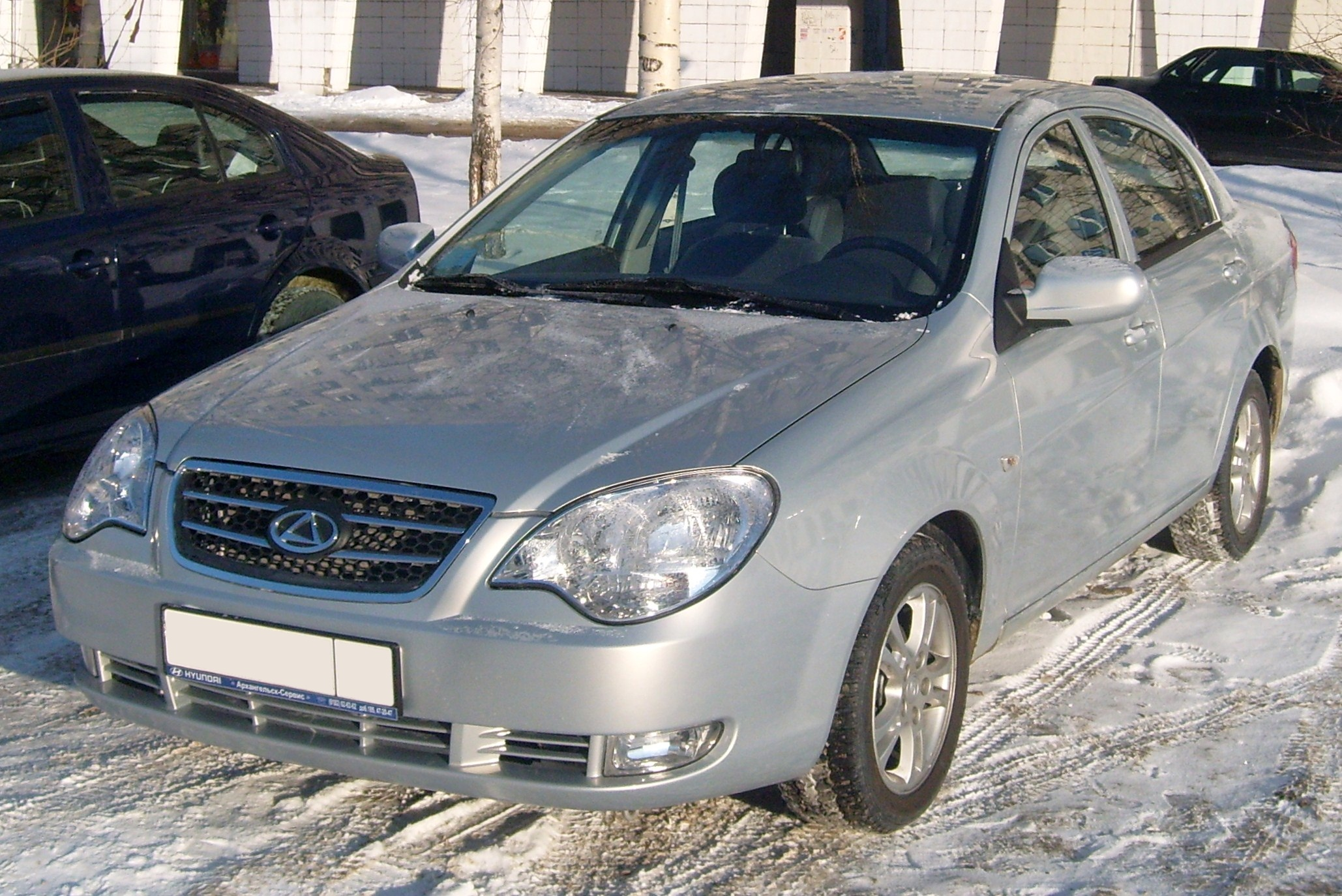
Tagaz Vega
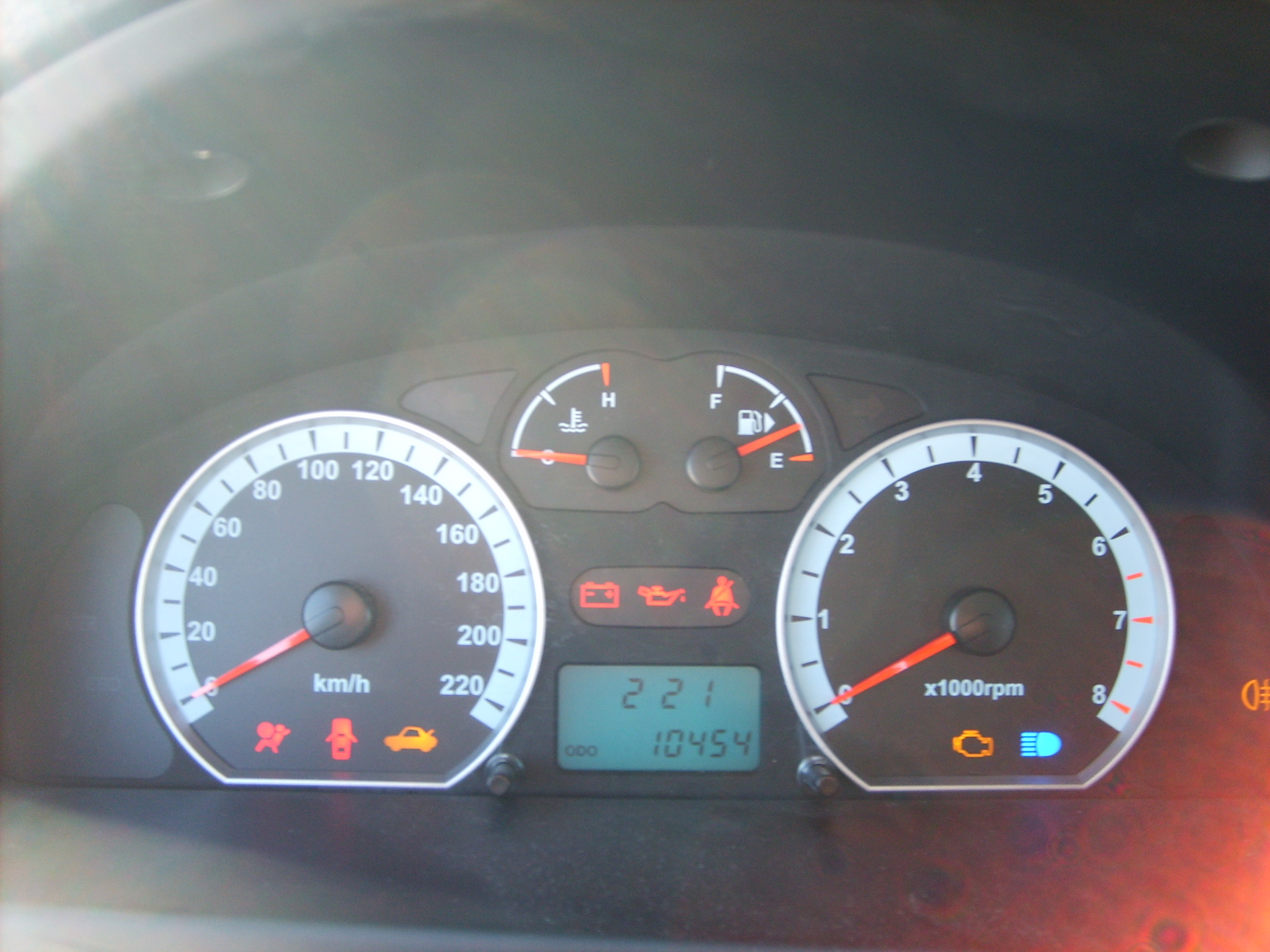
Приладова панель Tagaz Vega
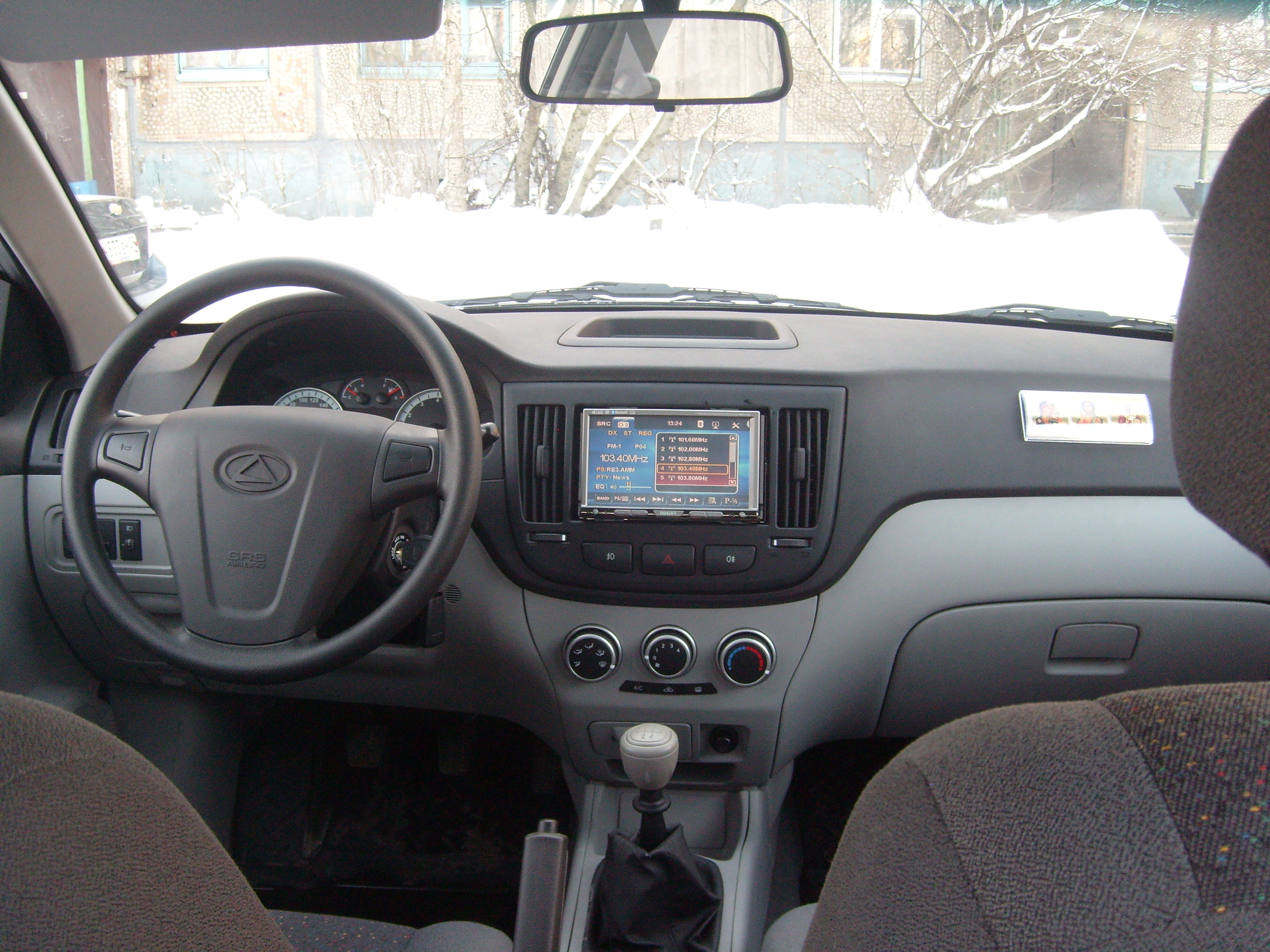
Інтер'єр автомобіля